# شون ميرفي (لاعب سنوكر)
شون ميرفي (بالإنجليزية: Shaun Murphy)‏ (10 أغسطس 1982) هو لاعب سنوكر إنجليزي محترف فاز في ببطولة العالم للسنوكر 2005.

## روابط خارجية
- شون ميرفي على موقع CueTracker.net (الإنجليزية)
- شون ميرفي على موقع بطولة العالم للسنوكر (الإنجليزية)
- شون ميرفي على موقع اللجنة الأولمبية الصينية (الإنجليزية)